# Norbert Varga
Pour les articles homonymes, voir Varga.
Norbert Varga, né le 26 mars 1980 à Arad, est un footballeur roumain. Il évolue au poste de milieu de terrain au FC Unirea Alba Iulia.

## Carrière

### Clubs
- 2002-2003 :  Electromagnetica
- 2003-2005 :  UT Arad
- 2005-2006 :  Győri ETO FC
- 2006 :  Wisła Cracovie
- 2007 :  UT Arad (prêt)
- 2008-2009 :  Wisła Cracovie
- 2009- :  FC Unirea Alba Iulia

### Palmarès
- Champion de Pologne : 2009